# Orbitale di Banks

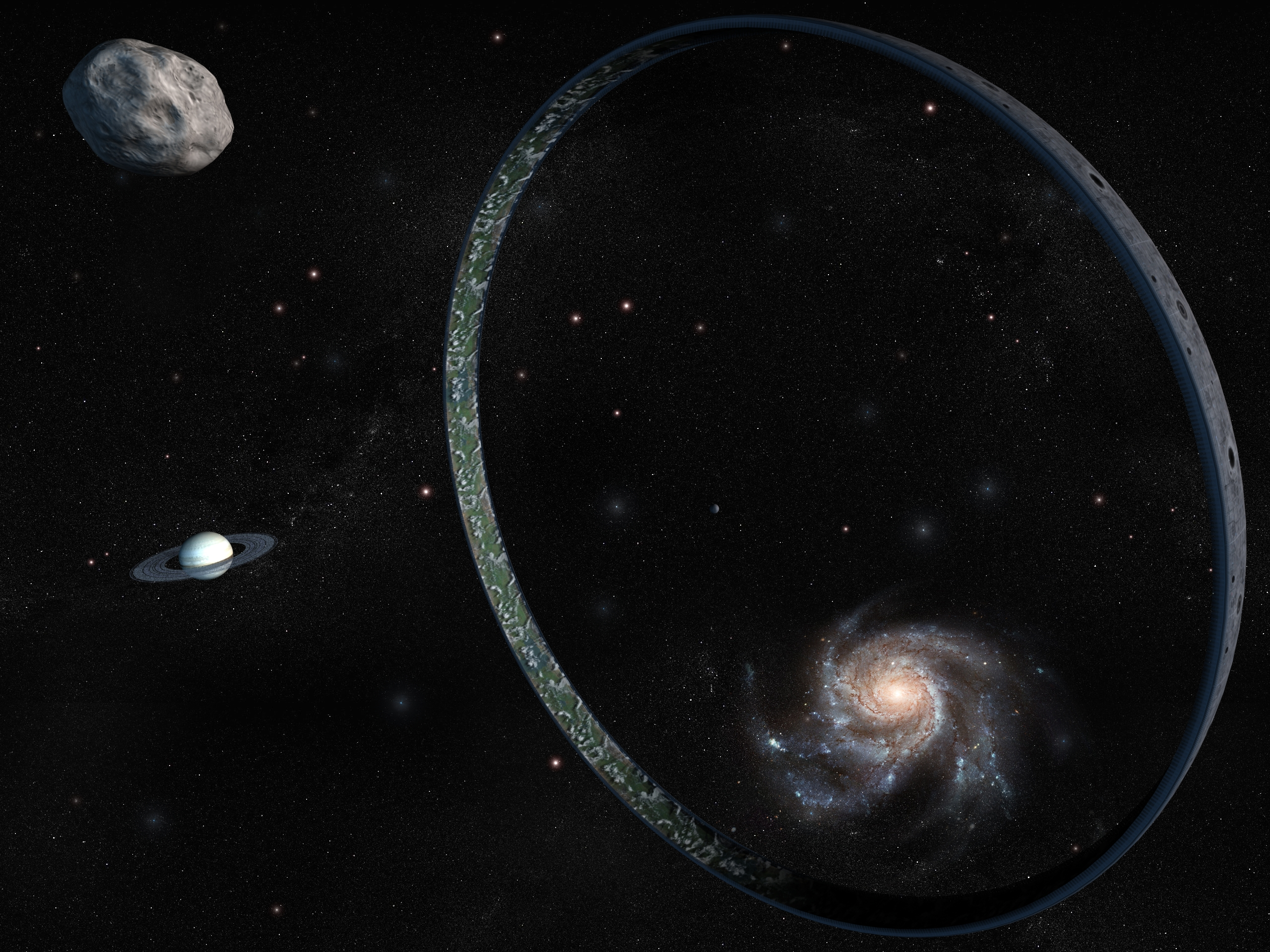
Illustrazione d'artista di un Orbitale

Un Orbitale è un enorme habitat artificiale a forma di anello posto in orbita attorno a una stella. Il primo a teorizzarne l'esistenza è stato lo scrittore di fantascienza Iain Banks, che se ne è servito per ambientarvi alcuni romanzi del Ciclo della Cultura. L'idea degli Orbitali è stata poi ripresa dagli sviluppatori della casa Bungie Studios per la serie di videogiochi di Halo.
Banks li descrive come "braccialetti di Dio" sospesi nello spazio. Gli Orbitali sono anelli simili a dei nastri costituiti da materiale super resistente (vedi anche unobtainium) rinforzato e tenuto insieme da campi di forza. La superficie interna dell'anello può ospitare qualsiasi tipo di ambiente planetario, dai deserti agli oceani alle giungle sino ai ghiacciai. Ai bordi dell'anello vi sono immense muraglie, di solito alte decine o centinaia di chilometri, con il compito di trattenere l'atmosfera e proteggere gli abitanti dell'Orbitale dalle radiazioni esterne.
Sulla superficie interna dell'Orbitale la forza di gravità viene simulata attraverso la forza centrifuga derivante dalla lenta rotazione dell'anello. La velocità di rotazione viene stabilita in maniera tale che per produrre un livello di gravità accettabile ogni giro equivalga approssimativamente a un giorno. Nel caso della Cultura per costruire un Orbitale con giorno e gravità standard è necessario un anello del diametro di circa quattro milioni di chilometri. Inclinando gli assi dell'Orbitale rispetto alla sua orbita attorno alla stella, può essere sperimentato dai suoi abitanti un ciclo giorno-notte adeguato alle loro necessità. Un'orbita ellittica provvede invece a simulare il ciclo stagionale.
Un Orbitale è dunque simile al Mondo ad Anello teorizzato da Larry Niven nel ciclo dei Burattinai (Ringworld), ma rispetto a quest'ultimo è più piccolo e non circonda completamente la sua stella primaria, orbitandogli invece attorno in una maniera più convenzionale.

## Descrizione

### Gestione
Ogni Orbitale della Cultura è governato/gestito da una intelligenza artificiale (spesso una Mente, cioè un'intelligenza artificiale di un tipo particolarmente sofisticato, i cui processi mentali hanno fisicamente luogo nell'iperspazio, per avvalersi della maggiore velocità della luce) situata in una struttura nello spazio al centro dell'Orbitale, equidistante da tutte le parti della circonferenza ma, di solito, non fisicamente collegato ad esse. Gestisce, o aiuta gli abitanti a gestire, la rete di trasporto, la manutenzione, gli apparati produttivi, i sistemi sussidiari dell'habitat; funge da centralino per tutte le comunicazioni trans-orbitali, da biblioteca centrale e da ufficio informazioni; fornisce il controllo traffico per gli scafi in arrivo, in partenza o in transito; e in genere rappresenta il principale legame dell'Orbitale con il resto della Cultura.
In genere gli abitanti dell'Orbitale quando si rivolgono alla Mente la chiamano semplicemente Mozzo. Non è chiaro se le altre civiltà costruttrici di Orbitali si siano serviti dello stesso sistema di gestione.

### Costruzione
La costruzione di un Orbitale in genere ha inizio con l'edificazione delle prime due "placche" ricoperte di terra e di mare, provviste delle mura di sostegno laterali, di almeno diecimila chilometri per lato in rotazione su di un'orbita simile, tenute insieme da campi di forza. Con l'aumento della popolazione ulteriori sezioni possono essere poi aggiunte a quelle preesistenti fino al completamento della forma circolare dell'Orbitale. A volte le placche presentano subito le corrugazioni che andranno a formare montagne, valli e laghi ma più spesso sono invece lasciate completamente piatte per permettere di decidere in seguito come plasmarne la geografia.

### Mezzi di trasporto

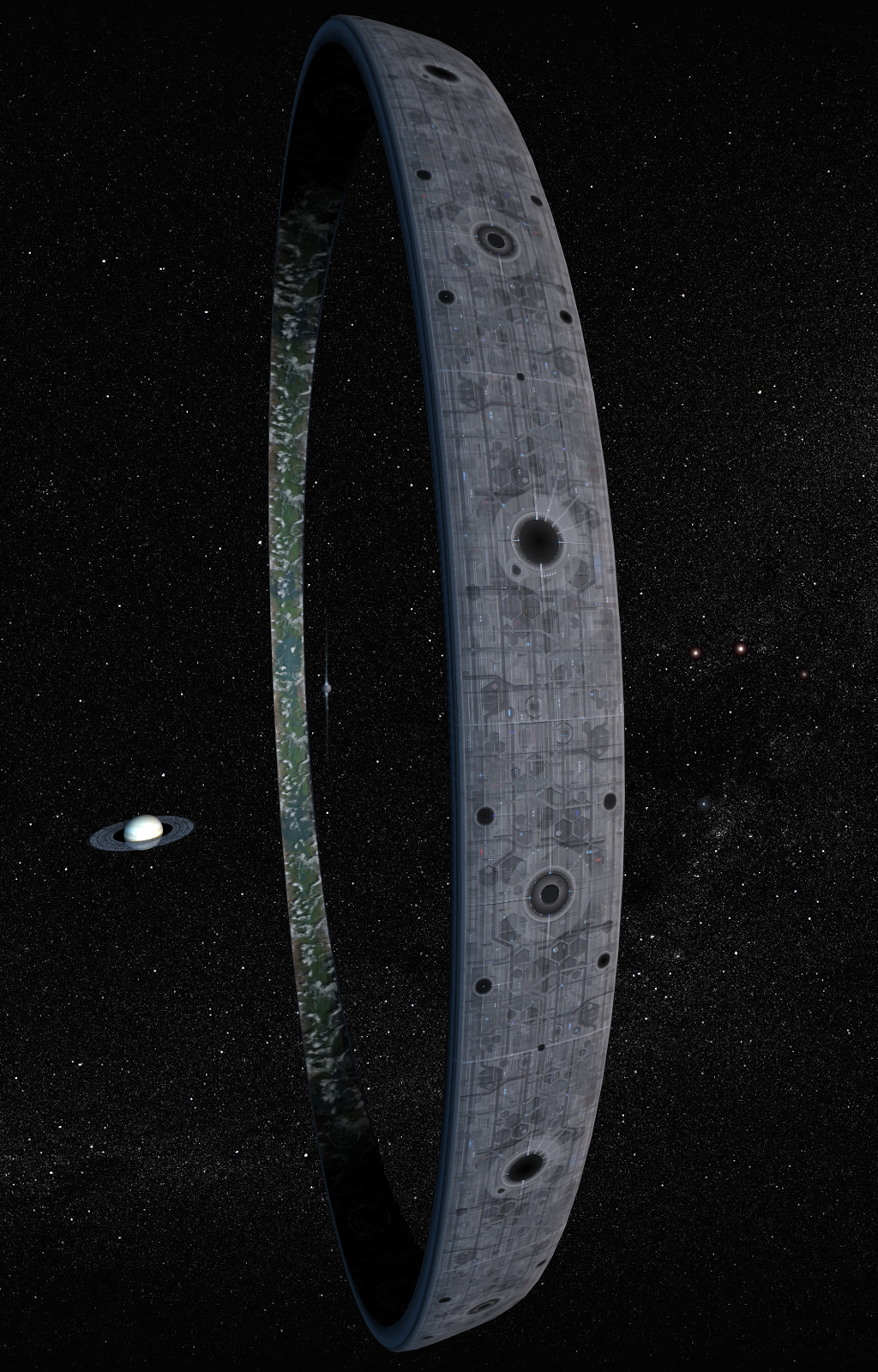
La superficie esterna dell'Orbitale

La superficie della placca è perforata da un gran numero di pozzi verticali che consentono di accedere ai volumi interni che ospitano le fabbriche e i sistemi di manutenzione, oltre che al sistema di trasporto sotterraneo. Il sistema di trasporto veloce dell'Orbitale si situa sulla superficie esterna della Piattaforma e opera nel vuoto, con il vantaggio di non dover soffrire l'attrito dell'aria; poiché in genere tale superficie è relativamente sgombra, il sistema è sia efficiente che estremamente flessibile. Per la stessa ragione, i punti di partenza e le destinazioni di ciascun viaggio possono essere moltissimi; una casa isolata, o un piccolo villaggio, avranno generalmente il proprio pozzo di accesso, e nelle aree più inurbate di solito se ne può trovare uno a pochi minuti di cammino.
Il trasporto di superficie all'interno dell'Orbitale si effettua, in genere, quando il piacere del viaggio è in sé, almeno in parte, la ragione per cui ci si sposta. Il trasporto aereo è ancora abbastanza comune, anche se ciascuna Piattaforma ha delle proprie regole circa l'entità di occupazione di spazi aerei ritenuta opportuna.

### Vantaggi
Il vantaggio ricavato dall'utilizzare gli Orbitali consiste nel buon rapporto tra la materia necessaria alla sua costruzione e l'area abitabile che si rende disponibile. Con il materiale proveniente da un pianeta simile alla Terra (popolazione attuale circa 7 miliardi di individui), ad esempio, sarebbe possibile costruire ben 1500 Orbitali completi, ciascuno con un'area di superficie pari a venti volte quella della Terra e in grado di ospitare fino a 50 miliardi di persone. Nonostante ciò, tuttavia, gli Orbitali in genere non vengono costruiti demolendo un pianeta preesistente, ma attraverso detriti vaganti come comete ed asteroidi.

### Orbitali noti

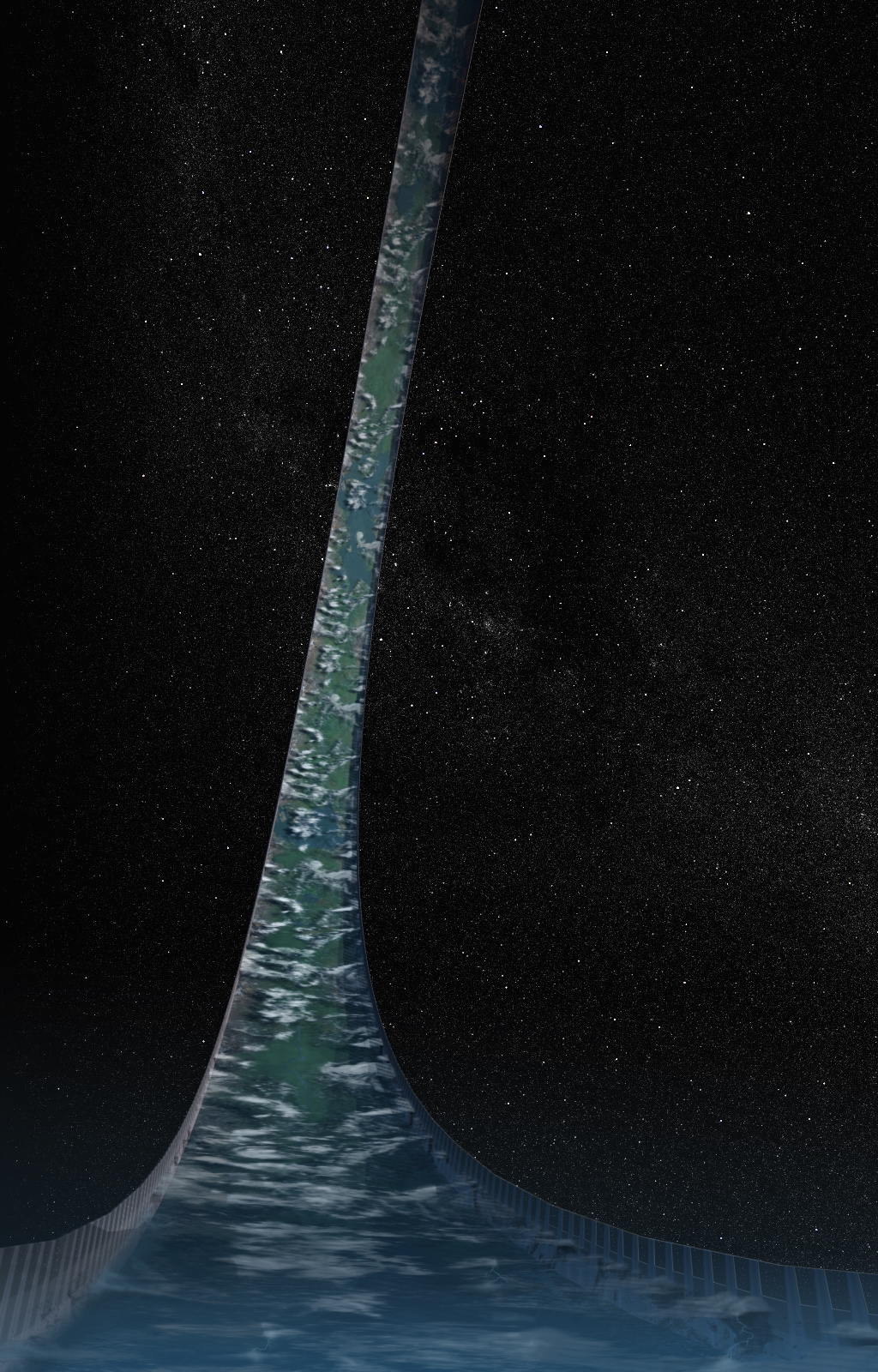
La superficie interna dell'Orbitale

In Pensa a Fleba gran parte della trama si svolge sull'orbitale Vavatch, mentre in Volgi lo sguardo al vento la storia è ambientata prevalentemente sull'orbitale Masaq'. In entrambi i libri qualcuno tenta di distruggere gli habitat. Vavatch viene distrutto dalla Cultura dopo un ultimatum, per impedire che cada nelle mani degli Idirani, mentre Masaq' diviene l'obbiettivo della vendetta dei Chelgriani nei confronti del Mozzo dell'Orbitale, in precedenza Mente di un Veicolo Generale di Sistema durante la Battaglia delle Novae Gemelle. Un altro Orbitale presentato nei romanzi del Ciclo della Cultura è Chiark, dimora di Jernau Morat Gurgeh nel libro L'impero di Azad. L'orbitale di Seddun viene invece solo nominato ne L'altro universo come luogo natale di Genar-Hofoen.
(una descrizione di Masaq' da Volgi lo sguardo al vento)

### Dimensioni
Molte civiltà differenti usano gli Orbitali, le cui dimensioni variano a seconda delle preferenze dei loro costruttori; Gli Orbitali della Cultura possiedono in genere una circonferenza approssimativa di dieci milioni di chilometri con altezze variabili da mille a seimila chilometri. L'Orbitale Vavatch descritto in Pensa a Fleba, non appartenente alla Cultura, possedeva invece una circonferenza di quattordici milioni di chilometri e un'altezza di trentacinquemila chilometri - risultando molto più largo rispetto a qualunque Orbitale costruito dalla Cultura - e produceva una grande gravità simulata. La larghezza di un Orbitale invece in genere equivale ad almeno mille chilometri (duemila se si tiene conto delle mura di sostegno, principalmente trasparenti, che si estendono solitamente fino a circa 500 chilometri sul livello delle piastre). Il rapporto tra terra e mare è invece 1:3.
L'habitat dell'Oltraggio descritto in L'altro universo viene invece considerato troppo piccolo secondo la nomenclatura della Cultura per meritarsi l'appellativo di Orbitale, oltretutto di forma toroide, il che lo rende sicuramente più simile ad un toro di Stanford che ad un Orbitale della Cultura.
Gli Orbitali della serie di videogiochi Halo possono invece essere inclusi in questa categoria, nonostante abbiano una circonferenza di appena diecimila chilometri.
Simile ad un Orbitale, ma tecnicamente differente, è invece un anello di Bishop. Un habitat spaziale teorizzato dal progetto Orion's Arm, descritto come il più grande habitat a forma di anello in rotazione costruibile ricorrendo a materiale non esotico.